# Xavier Thill
Xavier Thill (* 23. Februar 1983) ist ein luxemburgischer Eishockeyspieler, der seit 2012 beim IHC Beaufort spielt. Seit 2016 nimmt er mit der Mannschaft an der belgischen National League Division I teil.

## Karriere
Xavier Thill begann seine Karriere bei Hiversport Luxembourg. Von 2001 bis 2003 spielte er beim Rekordmeister Tornado Luxembourg, für den er sowohl in der luxemburgischen Eishockeyliga als auch in der fünftklassigen deutschen Rheinland-Pfalz-Liga auf dem Eis stand. 2003 wurde er mit Tornado luxemburgischer Landesmeister. Nachdem er anschließend neun Jahre nicht in Erscheinung trat, spielt er seit 2013 beim IHC Beaufort. Dort spielte er zunächst erneut in der Rheinland-Pfalz-Liga. Seit 2016 tritt er mit dem Team in der belgischen National League Division I, der zweithöchsten Spielklasse des Landes, an.

### International
Im Juniorenbereich spielte Thill für Luxemburg bei der U18-D-Europameisterschaft 1998 sowie bei den U18-Weltmeisterschaften 1999 und 2000 jeweils in der Europa-Division 2.
Mit der Herren-Nationalmannschaft nahm Thill hingegen erstmals im Alter von 34 Jahren an den Welttitelkämpfen der Division III 2017 teil, als den Luxemburgern der Aufstieg in die Division II gelang. Dort spielte er mit den Letzeburgern dann bei der Weltmeisterschaft 2018.

## Erfolge und Auszeichnungen
- 2003 Luxemburgischer Meister mit Tornado Luxembourg
- 2017 Aufstieg in die Division II, Gruppe B, bei der Weltmeisterschaft der Division III